# Slanorožec rozprostřený

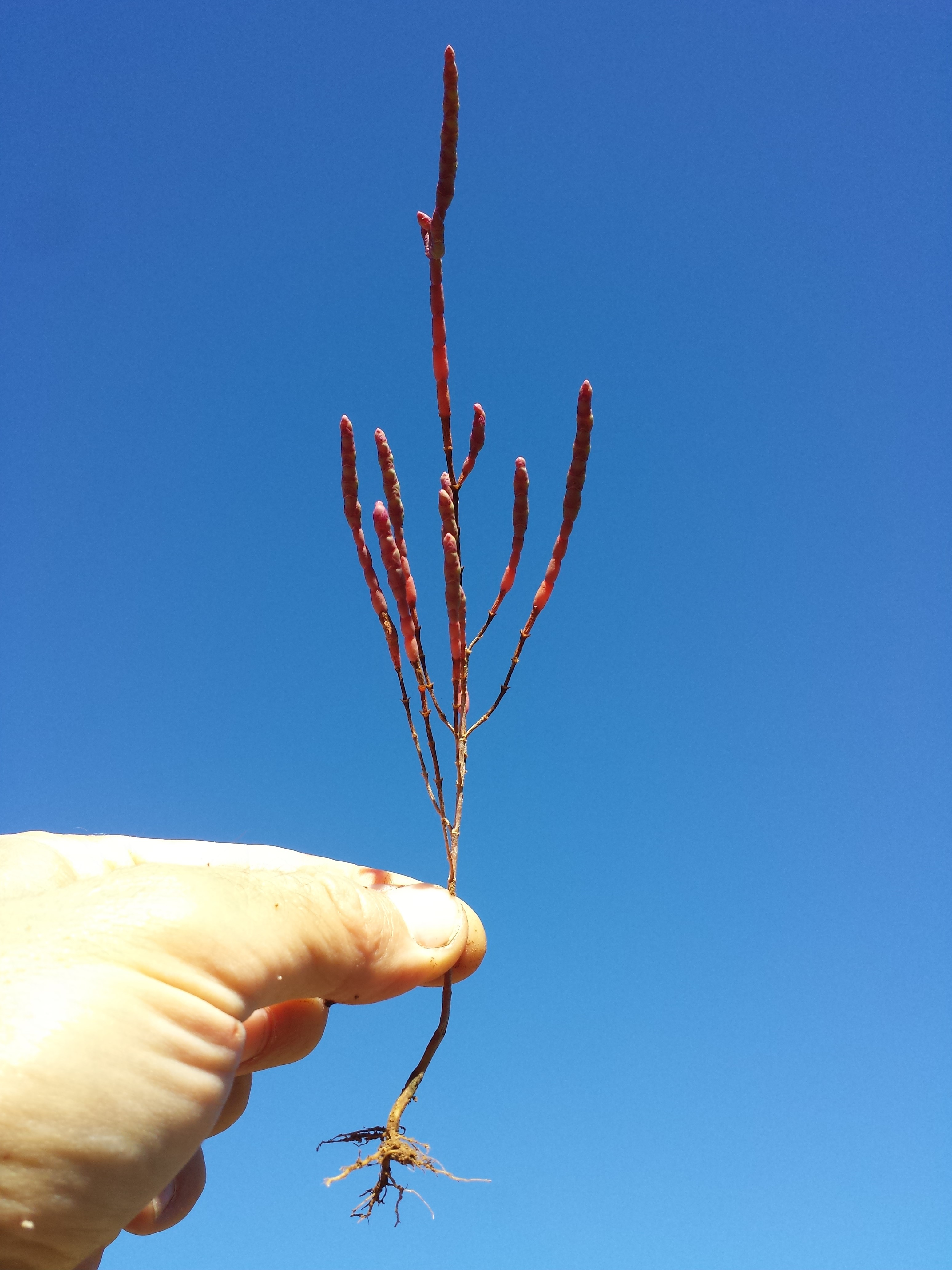
Skutečná velikost rostliny

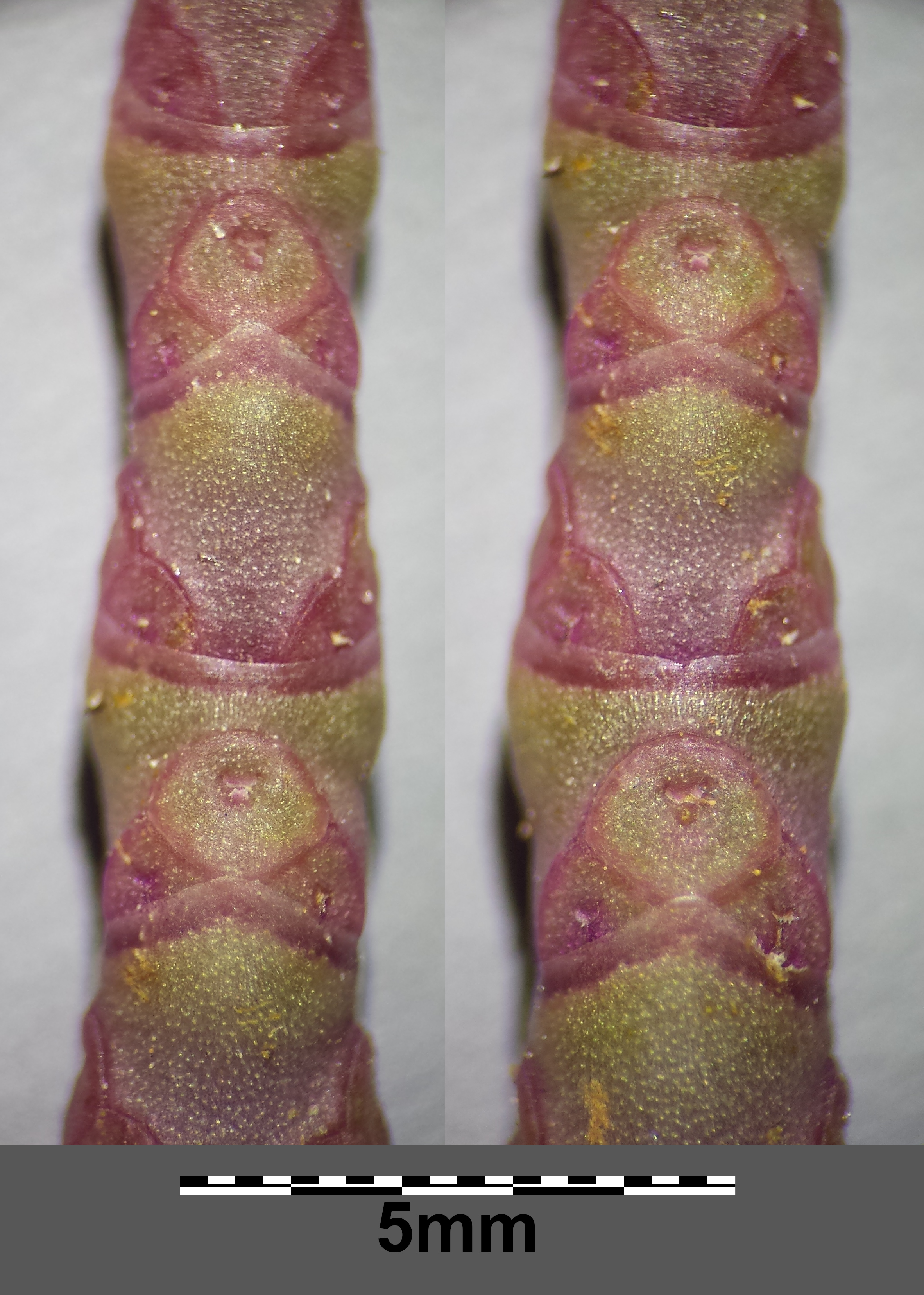
Květenství lichoklasy

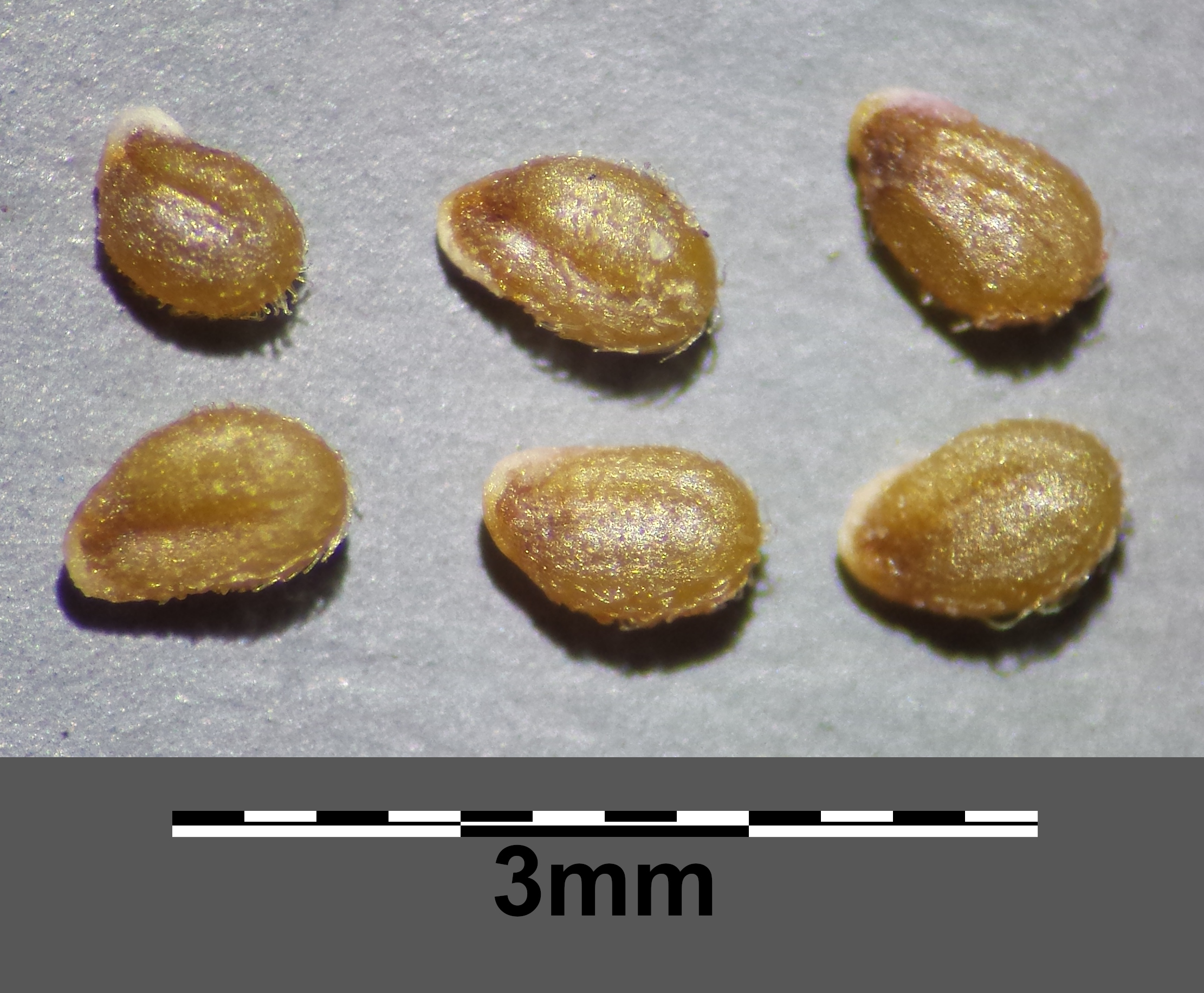
Semena

Slanorožec rozprostřený (Salicornia perennans) je jednoletá halofytní rostlina s extrémně redukovanými listy a klasovitým květenstvím, vysoká 10 až 30 cm, která roste na stanovištích se zvýšenou salinitou půdy. Nadbytečnou přijatou sůl ukládá ve svém pletivu které pro její zřeďování zadržuje vodu a rostlina má proto sukulentní vzhled.
Dříve byl slanorožec rozprostřený znám pod vědeckým jménem Salicornia prostrata. V České republice je tato bylina považována za vyhynulý druh (A1), naposled byla pozorována v roce 1976 na jižní Moravě.

## Ekologie
Rostlina je pouze obligátní halofyt a zvýšený obsah soli pro svůj růst bezpodmínečně nepotřebuje. V rané fázi životního cyklu patří tento zástupce slanomilné flory mezi konkurenčně velmi slabé druhy, které se nedokážou dlouhodobě udržet ve vegetaci mohutnějších rostlin. Vybírá si proto k životu místa s nepříznivými životními podmínkami, slaniska, na která se v průběhu času úspěšně adaptovala. Pokud na nějakém stanovišti salinita podstatně poklesne, po několika létech určitě následuje vymizení halofytů. Nevytratí se většinou proto, že jim schází slanost, ale protože se na méně zasolené místo rozšíří konkurenčně silnější rostliny a slabou slaništní vegetaci zahubí.
Obligátní halofyty obvykle rostou na stanovištích s vysokým obsahem soli v půdě, kde je vysoká koncentrace chloridů či síranů. Chloridy obsahuje okolí mořského pobřeží, kdežto nadbytek síranů v půdě splňují oblasti s vývěrem minerálních pramenů s vodou obsahující sírany, které vystupují z třetihorních podzemních jezer. V případě české přírody to bývají také dna či břehy zasolovaných jezer nebo bezodtokové terénní sníženiny.
Koncentraci síranů do horních vrstev půdy usnadňuje kontinentální klima, které se projevuje vysokými letními teplotami zvyšujícími odpar vody a současně malými dešťovými srážkami nepřekračujícími ročně 550 mm. Tato místy bývají na jaře zabahněná a po většinu vegetační sezóny jsou alespoň pod povrchem slabě vlhká. Jsou to půdy těžké jílovité nebo hlinité, středně bohaté na živiny, s nižším obsahem dusíku, neutrální až slabě zásadité. Rostlina kvete od srpna do října. Počet chromozomů slanorožce rozprostřeného je 2n = 18 a stupeň ploidie x = 2.

## Rozšíření
Tato bylina roste na půdách s vysokým obsahem soli. Je rostlinou široce se vyskytující od západní Evropy přes evropské Rusko, Kavkaz, Střední Asii, Sibiř, Mongolsko, Čínu a Dálný východ, jižněji dále roste v jihozápadní Asii, na Arabském poloostrově a v severní i západní tropické Africe.
Celkové rozšíření není dostatečně známo, stejně jako je velmi obtížné přiřadit nalezené rostliny k jednotlivým druhům. Špatně charakterizovaná taxonomie, která velmi ztěžuje klasifikaci většiny druhů i nižších taxonů slanorožce, vede společně s nedostatek morfologických znaků a velkou fenotypovou plasticitou k nesprávnému použití stejného jména na různé druhy.
V České republice rostl slanorožec rozprostřený na více lokalitách, hlavně na jihovýchodní Moravě u Mikulova, v Drnholci, Čejči a Hustopečích. Poslední jeho výskyt je doložen z 1976 na slanisku u rybníka Nesyt v katastru obce Sedlec u Mikulova.

## Popis
Slanorožec rozprostřený je bylina s lodyhou vysokou 10 až 30 cm, která je většinou přímá, jednou až třikrát větvená a je stejně dužnatá jako její vstřícné, téměř rovnovážně či vystoupavě odbočující větve. Je lysá a tvořena z článků, které jsou nahoře širší, dole užší a jsou jakoby do sebe nálevkovitě zasazené. Lodyha je zelená, obsahuje chlorofyl a zajišťuje rostlině fotosyntézu.
Listy jsou patrné pouze jako objímavý lem na horních koncích lodyžních článků se dvěma vstřícnými špičkami. Květy jsou oboupohlavné, jsou vnořené do pletiva horních šesti až deseti zkrácených, květonosných článků na konci lodyhy či větví, tyto články s květy vytvářejí květenství lichoklas. Na každém článku lichoklasu jsou ve vstřícném postavení dvě drobná květenství obsahující po třech květech, z nichž je střední větší než oba krajní. Symetrický květ má zelené, dužnaté okvětí srostlé téměř k vrcholu a otvírající se štěrbinou pouze v době kvetení. Z květu přes ní vyčnívají jedna až dvě tyčinky s prašníky a dvě pérové blizny.
Z květu anemogamicky opyleného se vyvine plod, vejčitá nažka s blanitým oplodím. Obsahuje jedno, eliptické, asi 1 mm dlouhé, světle hnědé semeno s chlupatým povrchem, jenž neobsahuje výživné pletivo endosperm. Semena občas bývají nestejně velká.

## Rozmnožování
Rostliny slanorožce rozprostřeného se rozšiřují do okolní přírody výhradně pohlavně, semeny. Ke klíčení dochází brzy na jaře, kdy je slanost prostředí snížena vysokým obsahem půdní vlhkosti a je relativně nízká teplota, obvykle okolo 15 °C. Klíčení semen je inhibováno případnou vysokou slaností, která ale není nutně pro semena toxická. Když se semena následně dostanou do méně slaného prostředí zotaví se a vzklíčí.

## Ohrožení
V Česku se stanoviště s vhodnými parametry pro růst slanorožců vyskytovala pouze v jihomoravských nížinách, jihozápadně až jihovýchodně od Brna. Tato místa byla v první polovině 19. století vysušená, jejich salinita byla částečně snížena a proměnila se v louky a pole. Na zasolené půdě příliš kvalitní tráva neroste a pole se mohou využít převážně jen pěstování cukrové řepy, která zdědila částečnou odolnost vůči zasolení od řepy přímořské (Beta maritima), z níž byla vyšlechtěna.
Jak již výše uvedeno, slanorožec rozprostřený se jíž od konce 80. let 20. století v české přírodě nevyskytuje a je „Červeném seznamu ohrožených druhů České republiky“ z roku 2017 považován za vyhynulý taxon (A1).